# Killing Time
Killing Time este un film românesc din 2012 regizat de Florin Piersic jr.. Rolurile principale au fost interpretate de actorii Cristian Ioan Gutău, Florin Piersic jr..

## Distribuție
Distribuția filmului este alcătuită din:
- Florin Zamfirescu — Bătrânul
- Cristian Ioan Gutău — Asasin 1
- Olimpia Melinte — Vecina
- Daniel Popa — Doctorul
- Florin Piersic jr — Asasin 2

## Primire
Filmul a fost vizionat de 1.094 de spectatori în cinematografele din România, după cum atestă o situație a numărului de spectatori înregistrat de filmele românești de la data premierei și până la data de 31 decembrie 2014 alcătuită de Centrul Național al Cinematografiei.